# Point of Origin (There for Tomorrow)
Point of Origin è l'album di debutto dei There for Tomorrow, pubblicato il 30 aprile del 2004.
Il disco è stato messo in commercio due anni prima che il chitarrista Christian Climer entrasse a far parte della band.

## Tracce
1. To Whom It May Concern – 4:01
2. In His Words – 3:22
3. Your Mistake – 4:46
4. Red Handed – 4:16
5. Left All Alone – 4:39
6. Invisible Reality – 3:29
7. Feint Memory – 4:32
8. 7th Day – 3:07
9. I Won't Die – 3:27
10. To Blame Another Being – 3:50
11. Hidden Hearts Are Hard to Find – 2:49
12. Point of Origin – 3:43

## Formazione
- Maika Maile - voce, chitarra, programmazione
- Christopher Kamrada - batteria, campionatore
- Jay Enriquez - basso, cori